# 广乐铁路
广乐铁路是广巴铁路的西段，位于四川省广元市与巴中市，起自宝成铁路广元南站，至乐坝站与乐巴铁路接轨。全长107公里。

## 线路
广乐铁路由西段广旺铁路（广元至普济段）、中段普乐铁路（普济至乐坝段）组成。其中广旺铁路，原称广罗支线，从宝成铁路的广元南站接轨，跨嘉陵江后经广元市区、元坝、至旺苍县，终至普济站。为国有铁路，原设计时速为60公里/小时。全长83公里。隶属成都铁路局广元车务段。
普济至乐坝段为地方铁路，设计时速仅为30公里/小时。全长24公里。属四川省地方铁路局普乐分公司管辖，2008年有员工220人。牵引动力为4台太行机车，单机牵引约1000吨。设有乐坝、三江、坑坑店3个站，年发送货物50万吨，到达货物30万吨。
2010年经铁道部批准同意，广乐铁路全线将改造为电气化铁路，设计时速均为120公里/小时，与乐巴铁路、达巴铁路配套。

## 历史
广旺铁路1959年12月动工兴建。1959-1961年、1972-1979年两次上马建设。为运煤铁路。
普乐铁路于1994年建成。2011年7月19日普乐铁路改建开工，改建铁路全长22公里，投资5200万，主要更换铁路钢轨和枕木，全面整治护坡、挡墙、桥梁、隧道等。2012年2月初，广元车务段接管普乐地方铁路。